# Lizzy Mercier Descloux
Lizzy Mercier Descloux Martine (nascida Martine-Elisabeth Mercier Descloux, Paris, 16 de dezembro de 1956 - Saint-Florent, Córsega, 20 de abril de 2004) foi uma cantora e compositora francesa, pioneira no gênero worldbeat, assim como um escritora e pintora.

## Biografia
Ela cresceu em Lyon, mas retornou a Paris quando adolescente para frequentar a escola de arte. Com seu parceiro, Michel Esteban, ela ajudou a criar o arquivo de Harry Cover, templo do movimento punk na França, e a revista de new wave Rock News. Tornou-se amiga de Patti Smith e Richard Hell ao visitar Nova York em 1975, e ambos contribuíram para seu primeiro livro, Desiderata. Ela e Esteban mudaram-se para Nova York em 1977, onde, com Zilkha Michael, Esteban  fundou a ZE Records.
Com o D.J. e guitarrista, Barnes, Mercier Descloux formou o do duo artístico e de performance Rosa Yemen, com o qual gravou um mini-álbum homônimo para ZE Records, em 1978. No ano seguinte, a ZE lançou seu primeiro LP solo, Press Color. Autodidata como guitarrista, ela revelou-se como uma suprema minimalista gênero No wave, concentrando-se em finas linhas de uma única nota, combinada com a harmonias e ritmos funky. Embora o registro tenha sido de poucas vendas, por causa dele Descloux viajou aos Estados Unidos e Europa.
O Chefe da Island Records, Chris Blackwell financiou as sessões nas Bahamas para o seu segundo álbum, Mambo Nassau, com o engenheiro de som Steven Stanley e tecladista Wally Badarou co-escrevendo e produzindo. O álbum foi fortemente influenciado pela música africana, bem como art rock, funk e soul. Embora novamente não bem sucedido nos Estados Unidos, rendeu-lhe um contrato com a CBS, na França.
Voltando à França, ela lançou dois singles antes de viajar pela da África, com base na música de Soweto para as contagiantes "Mais où Sont Passées les Gazelles ?" ( "Mas onde é que as gazelas foram?"), sucesso na França, em 1984, e do premiado álbum de mesmo título, com o produtor Adam Kidron, Com quem ela, em seguida, gravou "One for the Soul" (1986) no Brasil, com o trompetista de jazz Chet Baker, E "Suspense" (1988) em Londres com o músico britânico Mark Cunningham, da banda Mars. Ela também atuou, compôs trilhas sonoras para filmes, e escreveu poesia.
Em meados dos anos 1990, ela se mudou para a Córsega e se dedicou à pintura e à escrita de um romance inédito. Em 2003, ela foi diagnosticada com câncer, e morreu no ano seguinte.

## Discografia

### Álbuns
- Rosa Yemen - Live In N.Y.C July 1978 (1978)
- Press Color (1979)
- Mambo Nassau (1981)
- Lizzy Mercier Descloux (1984)
- One For The Soul (1986)
- Suspense (1988)